# 名古屋商科大學

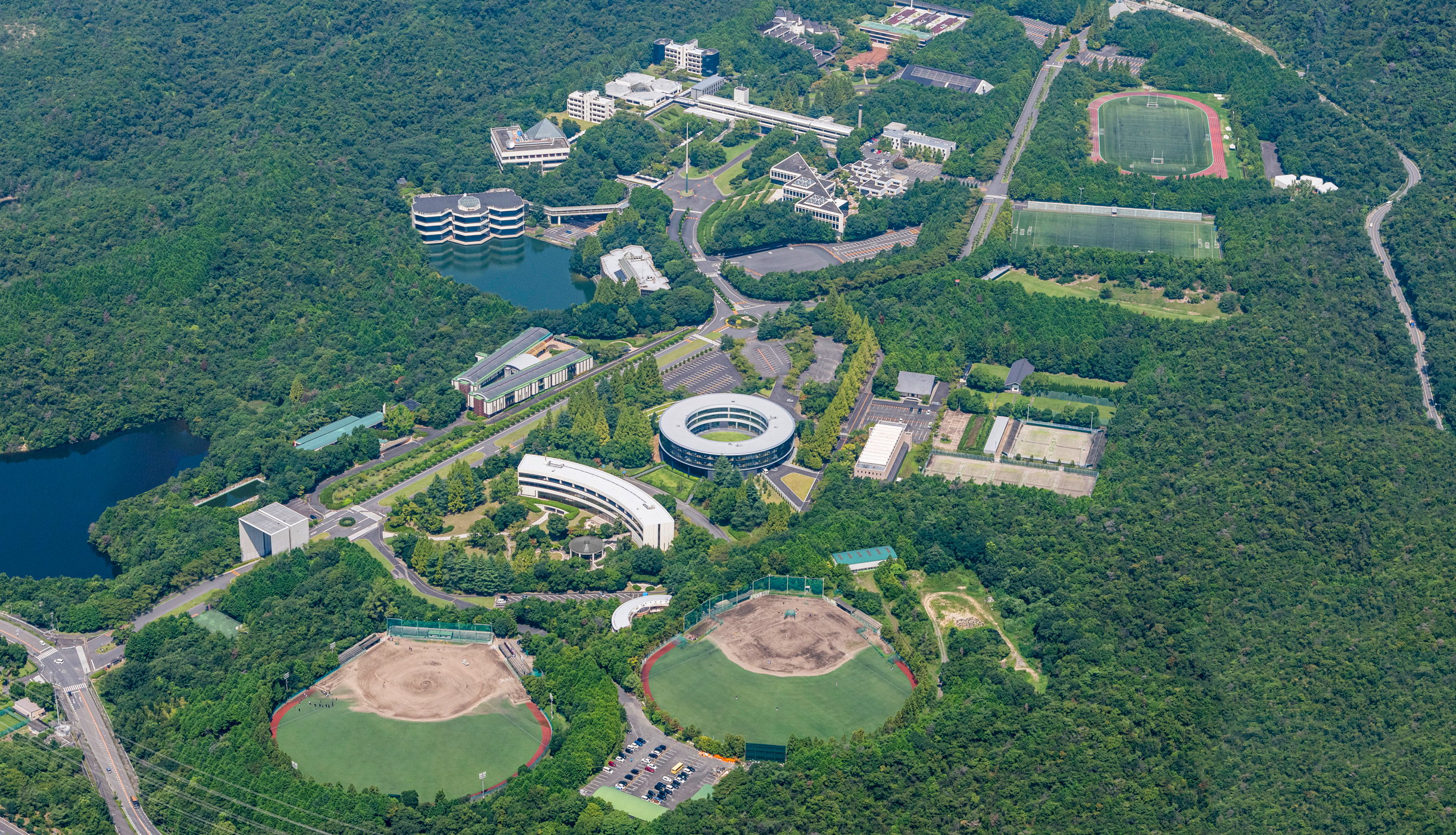
名商大校本部空拍

名古屋商科大學（なごやしょうかだいがく，Nagoya University of Commerce & Business）是一所位於日本愛知縣日進市的小型私立大學。大學始於1953年，除位於日進市的主校區外並在名古屋市、東京都及大阪市內設有研究生院校區。

## 概況

### 簡介
名古屋商科大學，建於1935年，原為名古屋鐵道學院。創立之初即以商學部為主，學院於1990年設立研究生院，2004年設立商學院，2008年設立經濟學院，2010年成立傳播學院。名古屋商科大學至今為止擁有4個學院和8個學系以及2個研究生院。商學教育方面，名古屋商科大學於2006年獲得AACSB認證、2008年AMBA認證，以及2021年EQUIS認證、成為了日本唯一獲商学院三重認證的大學。
名古屋商科大學的教育政策是「開拓者精神」，目的於培育領導者和創新對商業界有貢獻的能力，具備全球國際觀，培育人才之高質教育。

### 大學排名
名古屋商科大學具備世界一流的教育品質，在Eduniversal Ranking排名上名列前茅。以出國留學為強項之名古屋商科大學，在國際志願者排名連續五年國內第一，海外實習和哈佛大學也有國外短期學習支持計畫，是為了培育人才，可以在世界上活躍之優質教育環境。
名古屋商科大学在「2015大學排名」（朝日新聞出版）綜合評價達全國761所大學中排名41名，愛知縣內私立大學排名連續12年第一位。「2015探索大學排名」（大学通信）中之「學生待遇良好大學」在全國私立大學中排名第5（東海地區第1）。其中日進學區土地面積約為東京迪士尼之1.5倍大，為愛知縣中面積最大之私立大學。為了培育學生商業能力，將在入學時一人免費配發一台Apple公司之Macbook Air。
- The best business schools ranking in 154 countries University and Business Schools Ranking in Japan：日本排名第5位(大學部)
- Eduniversal Best Masters Ranking Entrepreneurship：世界排名第26位(大學部)
- Eduniversal Best Masters Ranking General Management in Far East Asia：東亞排名第1位(研究院)
- Eduniversal Best Masters Ranking Executive MBA & MBA part time in Far East Asia：東亞排名第3位(研究院)
- Eduniversal Best Masters Ranking Taxation ：世界排名第6位(研究院)
- Eduniversal Best Masters Ranking MBA full time in Far East Asia：東亞排名第7位(研究院)

## 學院及學系
商學院
- 財務會計系
- 市場經營系

經濟學院
- 經濟系
- 綜合政策系

工商管理學院
- 工商管理系
- 資訊管理系

傳播學院
- 環球研究系
- 英文系

研究院
名古屋商科大學研究院（名古屋商科大学大学院）獲日本文部科學省認可開辦研究院課程。當中的MBA課程是首個日本國內獲AACSB及AMBA認證的課程。
- 管理研究科
- 會計及財務研究科
- 商業資訊管理研究科
- 環球商業研究科

## 校園祭
名古屋商科大學每年於10月的第3個星期舉行名為「三ヶ峯祭」的校園祭，為期兩日。

## 交通
- 名古屋市交通局鶴舞線赤池站轉乘接駁巴士約27分
- 愛知高速交通東部丘陵線公園西站轉乘接駁巴士約9分
- 愛知高速交通東部丘陵線公園西站徒歩約50分
- 名鐵豊田線米野木站轉乘名鐵巴士約13分

## 外部連結
名古屋商科大學網站 （页面存档备份，存于）